# أوتش درة
أوتش درة هي قرية في مقاطعة شاهين دج، إيران. يقدر عدد سكانها بـ 66 نسمة بحسب إحصاء 2016.